# 카기나도
《카기나도》(かぎなど)는 라이덴 필름 교토 스튜디오가 제작한 일본의 텔레비전 애니메이션이다. Key의 20주년 미디어 믹스 프로젝트로서 제작되어 TOKYO MX 등에서 1기는 2021년 10월부터 12월까지 방영되었고 2기는 2022년 4월부터 6월까지 방영되었다.
비주얼 아츠의 직영 브랜드인 Key가 제작한 바주얼 노벨 《Kanon》, 《AIR》, 《CLANNAD》, 《리틀 버스터즈!》, 《Rewrite》, 《planetarian ~작은 별의 꿈~》 6개의 작품의 등장인물이 미니 캐릭터화되어 서로 만나 '사립 카기나도 학원'을 무대로 한 크로스오버 애니메이션 작품이다. 2기에는 《Angel Beats!》가 합류했다.(1기 마지막화에서 처음 등장했다.) 성우는 사망 등의 이유로 일부가 변경된 것을 제외하고 게임 발매 및 애니메이션 방송 당시 성우가 담당했다.

## 등장인물
| 캐릭터                                | 성우              |
| Kanon                                 | Kanon             |
| ------------------------------------- | ----------------- |
| 아이자와 유이치                       | 스기타 토모카즈   |
| 츠키미야 아유                         | 호리에 유이       |
| 미나세 나유키                         | 코우다 마리코     |
| 사와타리 마코토                       | 이이즈카 마유미   |
| 미사카 사오리                         | 사토 아케미       |
| 카와사키 마이                         | 타무라 유카리     |
| 미사카 카오리                         | 카와스미 아야코   |
| 쿠라타 사유리                         | 사나다 아사미     |
| 아마노 미시오                         | 사카모토 마아야   |
| 키타가와 준                           | 세키 토모카즈     |
| 미나세 아키코                         | 미나구치 유코     |
| AIR                                   |                   |
| 쿠니사키 유키토                       | 오노 다이스케     |
| 카미오 미스즈                         | 사나다 아사미     |
| 키리시마 카노                         | 타케다 사라       |
| 토노 미나기                           | 유즈키 료카       |
| 카미오 하루코                         | 히사카와 아야     |
| 미치루                                | 타무라 유카리     |
| 칸나                                  | 니시무라 치나미   |
| 류야                                  | 칸나 노부토시     |
| 우라하                                | 이노우에 키쿠코   |
| CLANNAD                               |                   |
| 오카자키 토모야                       | 나카무라 유이치   |
| 후루카와 나기사                       | 나카하라 마이     |
| 후지바야시 쿄                         | 히로하시 료       |
| 후지바야시 료                         | 칸다 아케미       |
| 사카가미 토모요                       | 쿠와시마 호우코   |
| 이부키 후코                           | 노나카 아이       |
| 이치노세 코토미                       | 노토 마미코       |
| 미야자와 유키네                       | 에노모토 아츠코   |
| 스노하라 요헤이                       | 사카구치 다이스케 |
| 후루카와 아키오                       | 오키아유 료타로   |
| 후루카와 사나에                       | 이노우에 키쿠코   |
| 이부키 코코                           | 미나구치 유코     |
| 오카자키 나오유키                     | 나카 히로시       |
| 스노하라 메이                         | 타무라 유카리     |
| 요시노 유스케                         | 미도리카와 히카루 |
| 히이라기 캇페이                       | 시라이시 료코     |
| 사가라 미사에                         | 유키노 사츠키     |
| planetarian ~작은 별의 꿈~            |                   |
| 호시노 유메미                         | 스즈키 케이코     |
| 토모요 애프터 ~It's a Wonderful Life~ |                   |
| 사카가미 타카후미                     | 스즈키 케이코     |
| 카나코                                | 스즈키 케이코     |
| 리틀 버스터즈!                        |                   |
| 나오에 리키                           | 호리에 유이       |
| 나츠메 린                             | 타미야스 토모에   |
| 나츠메 쿄스케                         | 미도리카와 히카루 |
| 이노하라 마사토                       | 칸나 노부토시     |
| 미야자와 켄고                         | 오다 유세이       |
| 카미키타 코마리                       | 야나세 나츠미     |
| 사이구사 하루카                       | 스즈키 케이코     |
| 노우미 쿠드랴프카                     | 와카바야시 나오미 |
| 쿠루가와 유이코                       | 타나카 료코       |
| 니시조노 미오                         | 카와라기 시호     |
| 후타기 카나타                         | 스즈키 케이코     |
| 사사세가와 사사미                     | 토쿠이 소라       |
| 토키도 사야                           | 사쿠라이 하루미   |
| Angel Beats!                          |                   |
| 오토나시 유즈루                       | 카미야 히로시     |
| 나카무라 유이                         | 사쿠라이 하루미   |
| 천사                                  | 하나자와 카나     |
| 히나타 히데키                         | 키무라 료헤이     |
| 나오이 아야토                         | 오가타 메구미     |
| 유이                                  | 키타무라 에리     |
| Rewrite                               |                   |
| 텐노지 코타로                         | 모리타 마사카즈   |
| 칸베 코토리                           | 사이토 치와       |
| 오오토리 치하야                       | 시노미야 사야     |
| 센리 아카네                           | 키타무라 에리     |
| 나카츠 시즈루                         | 스즈키 케이코     |
| 코노하나 루치아                       | 아사키 리사       |
| 카가리                                | 하나자와 카나     |
| 요시노 하루히코                       | 야나기타 준이치   |

## 스태프
- 원작・음악 제작 - VISUAL ARTS/Key[4]
- 감독 - 사카모토 카즈야[4]
- 시리즈 구성 - 아오시마 타카시[4]
- 캐릭터 디자인 - 하가 에리코[4]
- 프롭 디자인 - 아라키 카즈나리[4]
- 미술 감독 - 시부타니 유키히로[4]
- 미술 설정 - 시부타니 유키히로, 立川目佳子
- 색채 설계 - 키츠카와 아사미[4]
- 촬영 감독 - 스즈키 토모아키[4]
- 편집 - 카지카와 카즈오[4]
- 음향 감독 - 마에다 아카네[4]
- 음향 제작 - 도호쿠신샤[4]
- 프로듀서 - 이즈미 유이치, 오카노 토야, 나카지마 야스히로, 하마츠 타카유키
- 애니메이션 프로듀서 - 니시카와 쿄헤이
- 애니메이션 제작 - 라이덴 필름 교토 스튜디오[4]
- 제작 - 카기나도 프로젝트

## 주제가
작은 기적(ちいさなキセキ)
Lia의 시즌 1·시즌 2 공통 엔딩 테마. 작사는 카이, 작곡은 오리토 신지, 편곡은 I've의 타카세 카즈야.

## 방영 목록
| 화수   | 제목                                                  | 각본            | 그림 콘티                       | 연출            | 작화 감독 | 총작화 감독 | 방송일           |
| 시즌 1 | 시즌 1                                                | 시즌 1          | 시즌 1                          | 시즌 1          | 시즌 1 | 시즌 1      | 시즌 1           |
| ------ | ----------------------------------------------------- | --------------- | ------------------------------- | --------------- | --- | ----------- | ---------------- |
| 제1화  | クライマックスなど 클라이맥스 등                      | 아오시마 타카시 | 사카모토 카즈야                 | 사카모토 카즈야 | 하가 에리코 | -           | 2021년 10월 13일 |
| 제2화  | タイトルなど 제목 등                                  | 아오시마 타카시 | 사카모토 카즈야                 | 사이가 하루카   | 후지와라 쇼타 | 하가 에리코 | 10월 20일        |
| 제3화  | 部活など 부활동 등                                    | 카이            | 오오타 리카                     | 아라키 카즈나리 | 쿠니미츠 나나 | 하가 에리코 | 10월 27일        |
| 제4화  | 水着など 수영복 등                                    | 카이            | 오오타 리카                     | 아라키 카즈나리 | 쿠니미츠 나나 | 하가 에리코 | 11월 3일         |
| 제5화  | 休日など 휴일 등                                      | 카이            | 마에다 케이스케 사카모토 카즈야 | 사이가 하루카   | 후지와라 쇼타 | 하가 에리코 | 11월 10일        |
| 제6화  | 妹など 여동생 등                                      | 카이            | 나카노 신스케                   | 아라키 카즈나리 | 쿠니미츠 나나 | 하가 에리코 | 11월 17일        |
| 제7화  | 茶番など 콩트 등                                      | 카이            | 사이가 하루카                   | 사이가 하루카   | 후지와라 쇼타 | 하가 에리코 | 11월 24일        |
| 제8화  | ソウルメイトなど 소울메이트 등                        | 오카노 토야     | 아오야기 류헤이                 | 아오야기 류헤이 | 하가 에리코 | -           | 12월 1일         |
| 제9화  | 主人公など 주인공 등                                  | 카이            | 한다 다이키                     | 한다 다이키     | 타카다 나오코 | 하가 에리코 | 12월 8일         |
| 제10화 | 学園祭の準備など 학원제 준비 등                       | 아오시마 타카시 | 나카노 신스케                   | 아라키 카즈나리 | 쿠니미츠 나나 | 하가 에리코 | 12월 15일        |
| 제11화 | 学園祭本番など 학원제 당일 등                         | 아오시마 타카시 | 사카모토 카즈야                 | 사이가 하루카   | 타카다 나오코 후지와라 쇼타                                                                                         | 하가 에리코 | 12월 22일        |
| 제12화 | 学園祭終了、そして――など 학원제 종료, 그리고... 등    | 아오시마 타카시 | 사카모토 카즈야                 | 아리토미 코지   | 와다 카스미 | 하가 에리코 | 12월 29일        |
| 시즌 2 |                                                       |                 |                                 |                 | |             |                  |
| 제13화 | 後半戦スタート――の前になど 후반전 스타트...하기 전 등 | 아오시마 타카시 | 사카모토 카즈야                 | 사카모토 카즈야 | 하가 에리코 | -           | 2022년 4월 13일  |
| 제14화 | 死後の学園など 사후의 학원 등                         | 아오시마 타카시 | 나카노 신스케                   | 아라키 카즈나리 | 타카다 나오코 | 하가 에리코 | 4월 20일         |
| 제15화 | マスコットなど 마스코트 등                            | 카이            | 이시카와 타케토모               | 사카모토 카즈야 | 쿠니미츠 나나 | 하가 에리코 | 4월 27일         |
| 제16화 | トラウマなど 트라우마 등                              | 카이            | 사코다 하야토                   | 사이가 하루카   | 나카가미 유카 하가 에리코                                                                                           | 하가 에리코 | 5월 4일          |
| 제17화 | うみなど 바다 등                                      | 카이            | 사이가 하루카                   | 사이가 하루카   | 쿠니미츠 나나 | 하가 에리코 | 5월 11일         |
| 제18화 | 歌合戦など 노래자랑 등                                | 오카노 토야     | 나카노 신스케                   | 아라키 카즈나리 | 사카모토 카즈야 하가 에리코 타카다 나오코 후지와라 쇼타 쿠니미츠 나나 나카가미 유카 쿠레타니 노조미 나이토 이노스케 | 하가 에리코 | 5월 18일         |
| 제19화 | 最強など 최강 등                                      | 카이            | 사코다 하야토                   | 한다 다이키     | 하가 에리코 | -           | 5월 25일         |
| 제20화 | ヒロインなど 히로인 등                                | 카이            | 사카모토 카즈야                 | 아리토미 코지   | 사카모토 카즈야 하가 에리코 나카가미 유카 와다 카스미                                                               | 하가 에리코 | 6월 1일          |
| 제21화 | 生徒会長は神など 학생회장은 신 등                     | 아오시마 타카시 | 시라이 타카나                   | 시라이 타카나   | 사카모토 카즈야 하가 에리코 타카다 나오코 후지와라 쇼타 쿠니미츠 나나 나카가미 유카                                 | 하가 에리코 | 6월 8일          |
| 제22화 | 混迷の生徒会長選挙など 혼돈의 학생회장 선거 등        | 아오시마 타카시 | 시라이 타카나                   | 사이가 하루카   | 타카다 나오코 쿠니미츠 나나 쿠레타니 노조미 나이토 이노스케                                                         | 하가 에리코 | 6월 15일         |
| 제23화 | 清き一票を君に……など 깨끗한 한 표를 그대에게 등       | 아오시마 타카시 | 사카모토 카즈야                 | 아라키 카즈나리 | 사카모토 카즈야 쿠니미츠 나나 나카가미 유카 사토 토모코                                                             | 하가 에리코 | 6월 22일         |
| 제24화 | 奇跡のカタチ……など 기적의 형태 등                     | 아오시마 타카시 | 사카모토 카즈야                 | 사카모토 카즈야 | 하가 에리코 | -           | 6월 29일         |